# لويس ويفر
لويس ويفر (بالإنجليزية: Lois Weaver)‏ هي فنانة وممثلة أمريكية، ولدت في 26 أكتوبر 1949 في روانوك في الولايات المتحدة. من الجوائز التي نالتها زمالة غوغنهايم.

## جوائز
- زمالة غوغنهايم

## وصلات خارجية
- الموقع الرسمي